# Alfons Senz
Alfons Senz (* 15. Oktober 1924 in Illingen (Saar); † 18. Oktober 2010 ebendort) war ein deutscher Politiker der CDU.
Senz studierte Rechtswissenschaften und war nach dem Erlangen der Juristischen Staatsexamen in der Privatwirtschaft tätig. Später arbeitete er im Landtag des Saarlandes und wurde zum Regierungsdirektor ernannt. 1966 wurde er Amtsvorsteher der damaligen Amtes Illingen, nach der Gebietsreform wurde er zum ersten Bürgermeister der neuen Gemeinde Illingen (Saar) gewählt, er führte dieses Amt bis 1976 aus und saß in dieser Zeit auch den Zweckverbänden Gaswerk und Weiherzentrale, dem Planungsverband sowie dem Abwasserverband Illingen vor. Von 1970 bis 1975 gehörte er dem Saarländischen Landtag als Abgeordneter an, dort war er Vorsitzender des Ausschusses für Verfassungs- und Rechtsfragen und des Untersuchungsausschusses über die Saar-Bau-Union AG.
Senz gehörte der Kolpingfamilie Illingen und dem Illinger Theaterverein an. Auf seine Initiative entstanden in der Gemeinde viele Projekte, unter anderem beteiligte er sich an der Gründung des Illtalgymnasiums. Drei Tage nach seinem Tod wurde er auf dem Friedhof in Illingen bestattet.